# Wavignies
Wavignies és un municipi francès, situat al departament de l'Oise i a la regió dels Alts de França. L'any 2007 tenia 1.069 habitants.

## Demografia

### Població
El 2007 la població de fet de Wavignies era de 1.069 persones. Hi havia 352 famílies de les quals 56 eren unipersonals (16 homes que vivien sols i 40 dones que vivien soles), 92 parelles sense fills, 180 parelles amb fills i 24 famílies monoparentals amb fills.
La població ha evolucionat segons el següent gràfic:
Habitants censats

### Habitatges
El 2007 hi havia 384 habitatges, 354 eren l'habitatge principal de la família, 18 eren segones residències i 12 estaven desocupats. 354 eren cases i 30 eren apartaments. Dels 354 habitatges principals, 278 estaven ocupats pels seus propietaris, 72 estaven llogats i ocupats pels llogaters i 3 estaven cedits a títol gratuït; 4 tenien una cambra, 19 en tenien dues, 52 en tenien tres, 104 en tenien quatre i 174 en tenien cinc o més. 284 habitatges tenien, pel cap baix, una plaça de pàrquing. A 174 habitatges hi havia un automòbil i a 156 n'hi havia dos o més.

### Piràmide de població
La piràmide de població per edats i sexe el 2009 era:
| Homes | Edats   | Dones |
| ----- | ------- | ----- |
| 0     | 95 o +  | 0     |
| 0     | 90 a 94 | 4     |
| 0     | 85 a 89 | 12    |
| 12    | 80 a 84 | 8     |
| 4     | 75 a 79 | 4     |
| 20    | 70 a 74 | 24    |
| 28    | 65 a 69 | 28    |
| 20    | 60 a 64 | 16    |
| 24    | 55 a 59 | 16    |
| 28    | 50 a 54 | 28    |
| 28    | 45 a 49 | 24    |
| 32    | 40 a 44 | 32    |
| 56    | 35 a 39 | 32    |
| 48    | 30 a 34 | 48    |
| 40    | 25 a 29 | 32    |
| 24    | 20 a 24 | 36    |
| 28    | 15 a 19 | 28    |
| 20    | 10 a 14 | 48    |
| 64    | 5 a 9   | 48    |
| 28    | 0 a 4   | 36    |

## Economia
El 2007 la població en edat de treballar era de 680 persones, 479 eren actives i 201 eren inactives. De les 479 persones actives 411 estaven ocupades (242 homes i 169 dones) i 68 estaven aturades (34 homes i 34 dones). De les 201 persones inactives 47 estaven jubilades, 70 estaven estudiant i 84 estaven classificades com a «altres inactius».

### Ingressos
El 2009 a Wavignies hi havia 367 unitats fiscals que integraven 1.080,5 persones, i la mediana anual d'ingressos fiscals per persona era de 15.629 €.

### Activitats econòmiques
Dels 28 establiments que hi havia el 2007, 2 eren d'empreses extractives, 1 d'una empresa alimentària, 1 d'una empresa de fabricació de material elèctric, 2 d'empreses de fabricació d'altres productes industrials, 5 d'empreses de construcció, 7 d'empreses de comerç i reparació d'automòbils, 2 d'empreses d'hostatgeria i restauració, 1 d'una empresa financera, 2 d'entitats de l'administració pública i 5 d'empreses classificades com a «altres activitats de serveis».
Dels 10 establiments de servei als particulars que hi havia el 2009, 1 era un taller de reparació d'automòbils i de material agrícola, 2 autoescoles, 1 paleta, 1 guixaire pintor, 3 fusteries i 2 perruqueries.
Dels 3 establiments comercials que hi havia el 2009, 1 era una botiga de més de 120 m², 1 una botiga de menys de 120 m² i 1 una fleca.
L'any 2000 a Wavignies hi havia 7 explotacions agrícoles.

## Equipaments sanitaris i escolars
El 2009 hi havia una escola elemental.

## Poblacions més properes
El següent diagrama mostra les poblacions més properes.